# Weltersbach (Leichlingen)
Weltersbach ist eine aus einer Hofschaft hervorgegangene Ortschaft in der Stadt Leichlingen (Rheinland) im Rheinisch-Bergischen Kreis. Überregional bekannt ist der Ort aufgrund der Ansiedlung des evangelisch-freikirchlichen Diakoniewerks Pilgerheim Weltersbach.

## Lage und Beschreibung
Weltersbach liegt östlich des Leichlinger Zentrums im Tal des gleichnamigen Weltersbachs und wird heute vollständig von den baulichen Anlagen des Diakonischen Werks Pilgerheim eingenommen. 19 Reihenhäuser, 30 Bungalows und 120 Appartements des Diakoniewerks stehen für Betreutes Wohnen und Langzeitpflege zur Verfügung. Für die Bewohner, Besucher und Gäste gibt es auch ein Begegnungszentrum und ein Dorfcafe.
Der Ort ist mit der ca. 300 Meter flussabwärts gelegenen Hofschaft Heeg zu einem Ortsbereich zusammengewachsen.
Weitere Nachbarorte sind Unterbüscherhof, Ufer, Holzerhof, Schüddig, Metzholz, Schneppenpohl, Krabbenhäuschen, Scheuerhof, Friedrichshöhe, Koltershäuschen, Bremersheide, Neuwinkel, Hinterberg und Sankt Heribert. Abgegangen ist Bremersheidermühle.
Bei dem Ort befindet sich der Baptistische Friedhof Weltersbach.
Unterhalb von Weltersbach beginnt das Naturschutzgebiet Weltersbachtal.

## Geschichte
Die Karte Topographia Ducatus Montani aus dem Jahre 1715 zeigt zwei Höfe unter dem Namen Weltersbag. Im 18. Jahrhundert gehörte der Ort zum Kirchspiel Leichlingen im bergischen Amt Miselohe. Die Topographische Aufnahme der Rheinlande von 1824 und die Preußische Uraufnahme von 1844 verzeichnen den Ort unbeschriftet bzw. als Weltersbach. Auf ersterer ist neben dem Ort ein Mühlensymbol eingezeichnet.
1815/16 lebten 57 Einwohner im Ort. 1832 gehörte Weltersbach der Bürgermeisterei Leichlingen an. Der laut der Statistik und Topographie des Regierungsbezirks Düsseldorf als Hofstadt kategorisierte Ort besaß zu dieser Zeit acht Wohnhäuser fünf landwirtschaftliche Gebäude. Zu dieser Zeit lebten 55 Einwohner im Ort, davon zwei katholischen und 55 evangelischen Glaubens.
Im Gemeindelexikon für die Provinz Rheinland werden 1885 acht Wohnhäuser mit 42 Einwohnern angegeben. 1895 besitzt der Ort neun Wohnhäuser mit 47 Einwohnern, 1905 sieben Wohnhäuser und 39 Einwohner.
Das Pilgerheim Weltersbach wurde 1926 durch die Gemeinden der Evangelisch-Freikirchlichen Landesverbände Rheinland und Westfalen unter der Federführung des Wuppertaler Pastors Ernst Merten ins Leben gerufen, der das Pilgerheim in den ersten Jahren auch leitete. Auf dem großen Hofgelände wurde durch die Bewohner zur Selbstversorgung weiterhin Landwirtschaft und ein Gartenbaubetrieb betrieben. Nach dem Zweiten Weltkrieg wurden das Pilgerheim erweitert, um Flüchtlingen ein Zuhause zu geben. In den 1980er Jahren erfolgte aus demografischen Gründen ein Wechsel des Konzepts in Richtung Pflege und Betreuung.